# 吉川麻衣子
吉川 麻衣子（きっかわ まいこ、1985年3月28日 - ）は、日本の元グラビアアイドル。広島県呉市の倉橋島の出身。かつての所属事務所はK-point。

## 来歴
2005年、フィットワン内のレーベルGIRLS' RECORDよりデビュー。
2006年に初公演が行われた『劇団ショートケーキ』などでコントにも挑戦している。
2009年、ダイエットユニット「カロリー気にしてる会?」のリーダーとしてダウンロード配信デビューをかけて「1ヶ月で3キロダイエット」に挑戦し、見事成功した。
2011年、GORDIE ENTERTAINMENTに移籍し活動を再開したが、2012年に業務提携していたK-pointに移った。
2014年6月12日、突如所属事務所の公式サイトから名前が削除され、ブログも閉鎖された。
2014年6月13日、写真週刊誌『FRIDAY』に、ダウンタウンの浜田雅功との3年間に渡る不倫が報じられ、浜田は不倫関係を認めて謝罪した。
2014年6月14日、4月いっぱいでK-pointとの契約が終了しており、芸能界から引退していたことが判明した。

## 人物・エピソード
5歳下の弟がいる。
インターネット生配信番組『ひかり荘』のライブチャットに度々出演しているが、同番組にて2007年1月から数回に渡って自作パソコンを作るという企画があった。インテル社社員（通称『ドク』）やファンからのチャットによるアドバイスを頼りにパソコンを組立て、完成させた。公募により「パソ太」と命名。その後、自宅用パソコンとして使用している。
愛犬はチワワの「ティンク」。本人は顔も体も肌を荒らしたことが無かったが、犬を飼い始めた後にアレルギー性結膜炎に罹り、犬アレルギーであることが判明した。しかし「ティンク」への愛情は深く、その後も飼い続けている。
フィットワン時代の同僚である次原かなや島野亜希子と仲が良い。
趣味はゴルフ、料理。特技はパスタ作り。

## 出演

### バラエティ
- 〜明日も絶対〜パチるん?（テレビ埼玉：2006年4月-12月、群馬テレビ：2007年1月- ）
- 誘惑のマーメイド（2006年11月、MONDO21）
- アイドルにかけろ!（2007年7月、エンタ!371）
- 女又力くん（2008年4月12日、テレビ埼玉、チバテレビ）
- AKIBAッテキ!!（2008年5月、エンタ!371）
- メロjpでいこう!（2009年10月13日、日本海テレビ）
- 浜ちゃんが!（2010年8月19日、読売テレビ）
- ビキスポ! #2,#3,#10,#12（初回：2010年8月20日、9月3日、12月10日、2011年1月7日、MONDO21）
- お説教アイドル 叱るGENJI（2011年4月8日 -2014年9月19日、朝日放送）

### ドラマ
- 土曜時代劇 オトコマエ! 第1話（2008年4月12日、NHK）
- 秘書のカガミ 最終話（2008年6月27日、テレビ東京）
- 検事・鬼島平八郎（ABC・テレビ朝日、2010年10月 - 12月）菊池佐和子 役
- 花嫁のれん 第2シリーズ（東海テレビ・フジテレビ、2011年10月 - ）関口洋子 役
- お助け屋☆陣八 第1・2話（読売テレビ・日本テレビ、2013年1月10日・17日）レナ 役

### 舞台
- ルミネtheよしもと 「北野吉本」（2005年5月）
- お笑い劇場「劇団ショートケーキ」（2006年 - 2010年）
- OFFICE BLUE PREZENTS vol4.「太陽がいっぱい!」（2008年10月、演出：松下修）- 第3話 真由美 役
- 劇団スカンクシアター「秘蜜。3」（2011年8月24日-29日、Geki地下Liberty）
- 劇団スカンクシアターvol.4「PUPPY」（2012年9月13日-17日、劇場MOMO）

### インターネット
- インターネットテレビ ひかり荘（2005年2月-2007年6月）
- Yahoo!動画 『美少女ビキニ教養講座』（2007年2月- ）
- USEN 『ASIAN美少女FILE〜アイドルパーティー』（2007年4月）
- インターネットテレビ DOingTV 『D-スポット アイドル総選挙』
- GyaO＠アイドルオンエア（2008年1月）
- GyaO@showtime エロカワビキニ〜#15 吉川麻衣子〜
- GyaO 『恋友GET大作戦』（2008年3月）

## その他
- メテオスオンライン イメージキャラクター
- お台場冒険王 イベントナビゲーター「Reガールズ」（2007年）

## リリース作品

### イメージDVD
- チラ・ドル（2005年6月、GIRLS' RECORD）
- SWEET CUTIE（2006年3月、シーアンドエイチ）
- EIGHT（2006年6月、レイフル）
- 見ちゃダメ〜（2006年11月、竹書房）
- With you 吉川麻衣子（2007年2月、ペイ・パー・ビュー・ジャパン）
- まいまいせるふ（2009年9月、イーネット・フロンティア）
- BODY BALANCE (2010年10月29日、オルスタックピクチャーズ)
- 僕の妄想（2012年2月22日、トリコ）
- ずっといっしょにいてくれる？（2014年3月28日、シャイニングスターエンターテイメント）

### その他DVD
- ルー大柴革命（2007年8月、ジェネオンエンタテインメント）
- お嬢様戦士ブラックハンタレス（2007年、スーパーヒロインマガジン vol.2）
- ミテルだけ（2008年5月、エイベックス・エンタテインメント）- インタラクティブDVD

### ダウンロード配信
- みんなのダイエットのうた（2009年9月30日）- カロリー気にしてる会?として